# Championnat National 3
Il Championnat National 3 (spesso abbreviato Championnat National 3 o N3)  è una competizione calcistica francese, organizzata dalla Fédération Française de Football (F.F.F), che costituisce la quinta divisione nazionale. Fino al 2017 era noto come Championnat de France amateur 2 (spesso abbreviato in CFA 2). Segue il Championnat National 2, quinta divisione del campionato, e precede le divisioni regionali che costituiscono il sesto livello del sistema calcistico nazionale.
La competizione fu fondata nella stagione 1993-1994 con il nome di National 3 in seguito alla riforma dei campionati.

## Storia
Il campionato fu creato nel 1993 con il nome di National 3, sostituendo la precedente Division 4 e debuttando insieme con il Championnat National, terza divisione del campionato. Per i primi tre anni di attività il campionato incoronava una squadra amatoriale campione di Francia, a prescindere se questa fosse una prima squadra o una squadra riserve.
Nel 1998 la competizione è stata rinominata in Championnat de France Amateur 2, comprendente 8 gironi da 14 squadre ciascuno, suddivise su base geografica, per un totale di 112 squadre partecipanti. Il campionato fu aperto a squadre amatoriali e squadre riserve, che potevano essere promosse nel Championnat de France Amateur.

### Riforma del 2017
La struttura fu riorganizzata nuovamente nel 2017, con la nascita dei Championnat National 2 e Championnat National 3, a sostituire CFA e CFA2, comportando una ristrutturazione di quest'ultimo. Alla nuova competizione prendevano parte 168 squadre, suddivise in dodici gironi allineati alle tredici regioni della Francia (con la Corsica e la Provenza-Alpi-Costa Azzurra che vengono accorpate in un unico girone, Méditerranee-Corse). L'amministrazione dei singoli gironi fu assegnata alle federazioni regionali, eccezion fatta per il girone Mditerranee-Corse, che continuò ad essere gestito direttamente dalla Federazione calcistica della Francia.
Le vincenti di ogni girone ottenevano la promozione, con la possibilità di essere sostituite dalle seconde classificate nel caso in cui non venissero rispettati i requisiti per il National 2. Il numero di retrocessioni era invece variabile a seconda della stagione e del girone, con un minimo di tre squadre promosse; a seconda della regione di appartenenza delle squadre retrocesse dalla National 2 potevano essere allocate ulteriori retrocessioni.
Per le stagioni 2019-20 e 2020-21 la competizione è stata interrotta a causa della Pandemia di COVID-19 in Francia. La classifica della stagione 2019-20 è stata riorganizzata in base al numero di punti per partita giocata al fine di decretare promozioni e retrocessioni, mentre la stagione 2020-21 è stata dichiarata nulla e non ha comportato movimenti da parte delle squadre.

### Ristrutturazione graduale
Come parte della ristrutturazione della piramide calcistica francese operata dalla federazione tra il 2022 e il 2026, il campionato è stato gradualmente ristrutturato nel corso di tre stagioni, partendo da un numero di 168 squadre (divise in 12 gironi da 14) pre-2023 alle 154 (11 gironi da 14) del 2023-24, passando per i 140 (10 da 14) del 2024-2025 fino ad arrivare alle 112 (8 gironi da 14) della stagione 2025.2026.
Il cambio della struttura ha comportato anche un cambio nell'amministrazione: i gironi smisero di essere gestiti dalle leghe regionali per passare tutte sotto il controllo diretto della FFF.3